# Kolegium jezuickie w Ołomuńcu

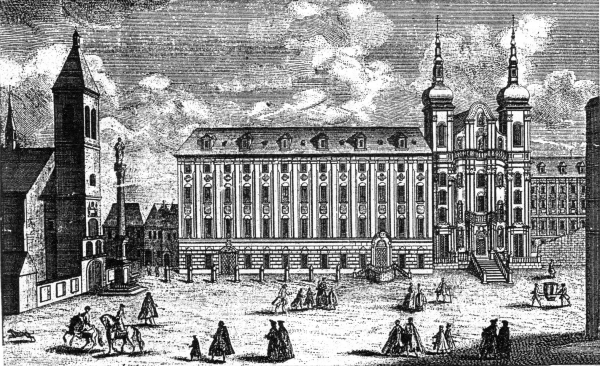
Kolegium jezuickie na rycinie z 1724 r., z prawej kościół Marii Panny Śnieżnej, z lewej dawny kościół Marii Panny, rozebrany na początku XIX w.

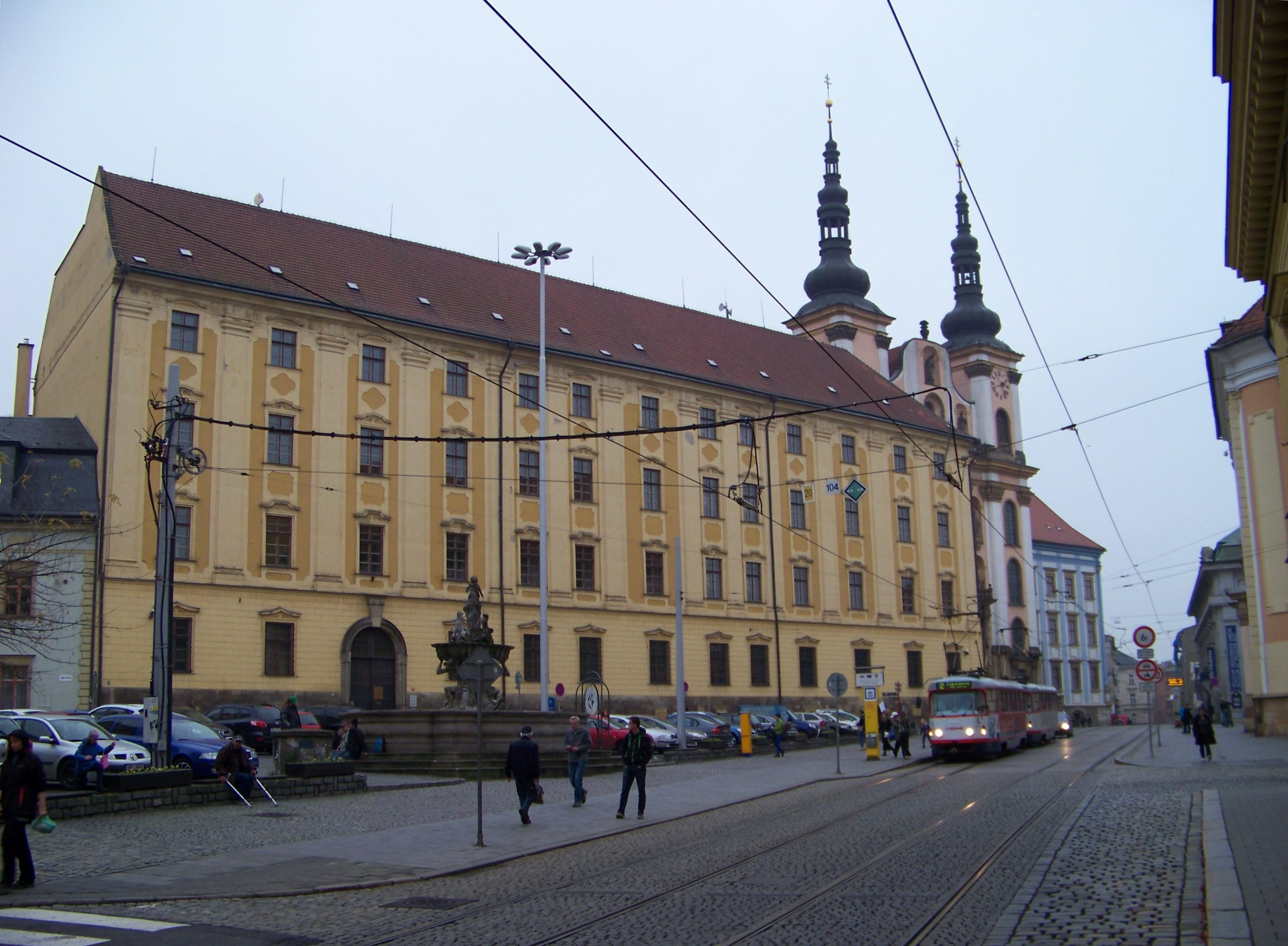
Kolegium jezuickie współcześnie (2014)

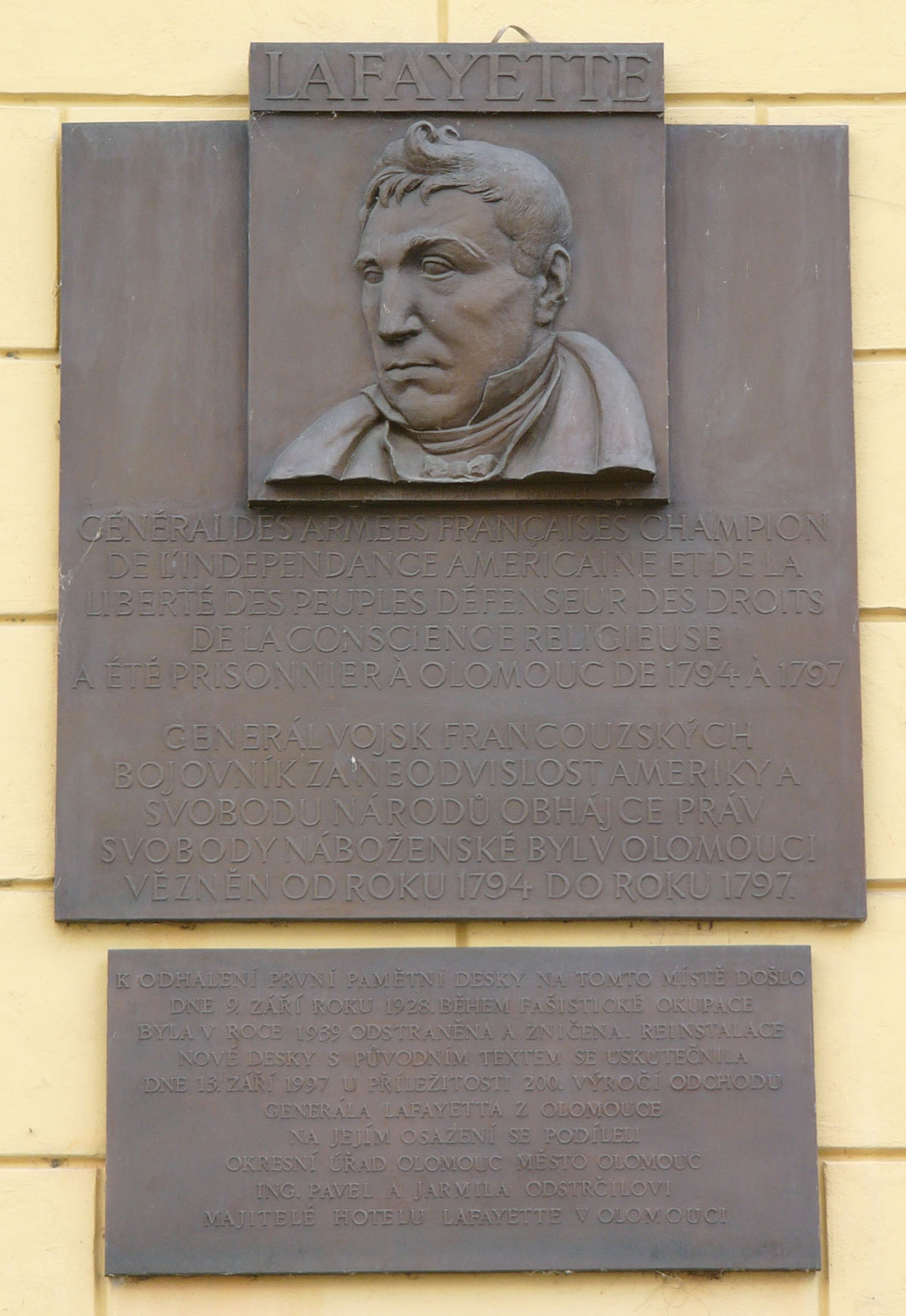
Tablica upamiętniająca La Fayette’a

Kolegium jezuickie w Ołomuńcu (cz. Jezuitská kolej) – historyczny budynek dawnego kolegium jezuickiego w Ołomuńcu w Czechach, pod adresem Námestie Republiky 4. Był siedzibą szkoły jezuickiej, od której wywodzi się dzisiejszy Uniwersytet Palackiego. Obiekt chroniony jako zabytek (kulturní památka rejst. č. ÚSKP 13720/8-3717).
Pierwotny obiekt kolegium powstał drogą adaptacji opuszczonego klasztoru minorytów z kościołem pw. Marii Panny, pochodzących z drugiej połowy XIII w. Jezuici pozyskali je tuż po przybyciu do miasta, w 1567 r. Nawiązywał do niego renesansowy budynek szkolny z arkadami, wzniesiony w dwóch fazach budowlanych w latach 1569-1582. W latach 1711-1722 zespół został przebudowany w stylu barokowym. Realizację niektórych części budowy ołomuniecki budowniczy, Lukas Kleckl, konsultował z najwybitniejszym wówczas czeskim architektem, Kilianem Ignazem Dientzenhoferem.
Fasada o wyjątkowo surowym charakterze skrywała wnętrza opatrzone bogatą wyzdobą malarską (freski Johanna Christopha Handke) i rzeźbiarską (dzieła Philippa Sattlera i Andreasa Zahnera – obaj pracowali przy ołomunieckiej kolumnie Trójcy Świętej).
Po kasacie zakonu jezuitów w 1773 r. czterokondygnacyjny obiekt przebudowano w surowym stylu klasycystycznym na koszary wojskowe. Przy tych przebudowach zniknęły zdobione wspomnianymi freskami i rzeźbami refektarz i biblioteka. Obiekt funkcjonował pod nazwami „Jezuitská kasárna”, a następnie „Kasárna Jiřího z Poděbrad”. Był poddany renowacji w 1923 r., co przypomina napis na zworniku nad bramą wejściową (Postaveno 1720, Obnoveno 1923).
Obecnie budowla mieści centralne archiwum wojskowe (cz. Vojenský správní archív).
W latach 1794-1797 w koszarach tych był więziony późniejszy bohater wielu narodów, generał Marie Joseph de La Fayette. Fakt ten zaznaczono w roku 1928 umieszczeniem na ścianie budynku tablicy pamiątkowej. Została ona zdemontowana i zniszczona w 1939 r. Nowa tablica zawisła 13 września 1997 r., w dwusetną rocznicę opuszczenia Ołomuńca przez generała Lafayette.